# World Digital Library
Biblioteca Digitală Mondială (World Digital Library) este o bibliotecă digitală aflată sub egida UNESCO și a Bibliotecii Congresului SUA.
Scopul acesteia este de a promova schimburile culturale internaționale, de a dezvolta conținutul cultural al Internetului și de a furniza material de studiu pentru cadre didactice, elevi, studenți și publicul larg.
Este cea de-a treia bibliotecă digitală ca mărime, după Google Cărți și Europeana, noul proiect al Uniunii Europene.